# Myndus nymphias
Myndus nymphias är en insektsart som beskrevs av Rauno E. Linnavuori 1973. Myndus nymphias ingår i släktet Myndus och familjen kilstritar. Inga underarter finns listade i Catalogue of Life.